# 2020-as labdarúgó-Európa-bajnokság (selejtező – I csoport)
A 2020-as labdarúgó-Európa-bajnokság selejtezőjének I csoportjának mérkőzéseit tartalmazó lapja.
A csoportban hat válogatott, Belgium, Oroszország, Skócia, Ciprus, Kazahsztán és San Marino szerepel. Az első két helyezett, Belgium és Oroszország kijutott az Európa-bajnokságra. Skócia a Nemzetek Ligájában elért eredménye alapján pótselejtezőre került.

## Tabella
| Hely. | Csapat      | M  | Gy | D | V  | G+ | G– | Gk  | P  | Továbbjutás                                     |     | BEL | RUS | SCO | CYP | KAZ | SMR |
| ----- | ----------- | -- | -- | - | -- | -- | -- | --- | -- | ----------------------------------------------- | --- | --- | --- | --- | --- | --- | --- |
| 1.    | Belgium     | 10 | 10 | 0 | 0  | 40 | 3  | +37 | 30 | Kijutott a 2020-as labdarúgó-Európa-bajnokságra |     | —   | 3–1 | 3–0 | 6–1 | 3–0 | 9–0 |
| 2.    | Oroszország | 10 | 8  | 0 | 2  | 33 | 8  | +25 | 24 | Kijutott a 2020-as labdarúgó-Európa-bajnokságra |     | 1–4 | —   | 4–0 | 1–0 | 1–0 | 9–0 |
| 3.    | Skócia      | 10 | 5  | 0 | 5  | 16 | 19 | −3  | 15 | Pótselejtezőre került                           |     | 0–4 | 1–2 | —   | 2–1 | 3–1 | 6–0 |
| 4.    | Ciprus      | 10 | 3  | 1 | 6  | 15 | 20 | −5  | 10 |                                                 |     | 0–2 | 0–5 | 1–2 | —   | 1–1 | 5–0 |
| 5.    | Kazahsztán  | 10 | 3  | 1 | 6  | 13 | 17 | −4  | 10 |                                                 | 0–2 | 0–4 | 3–0 | 1–2 | —   | 4–0 |     |
| 6.    | San Marino  | 10 | 0  | 0 | 10 | 1  | 51 | −50 | 0  |                                                 | 0–4 | 0–5 | 0–2 | 0–4 | 1–3 | —   |     |

1. 1 2  Egymás elleni eredmény: Ciprus 4 pont, Kazahsztán 1 pont.

## Mérkőzések
A csoportok sorsolását 2018. december 2-án tartották Dublinban. A menetrendet az UEFA még ugyanazon a napon közzétette. Az időpontok közép-európai idő szerint, zárójelben helyi idő szerint értendők.
| 2019. március 21. 16:00 (21:00 UTC+6) |

| Kazahsztán                                  | 3–0               | Skócia |
| ------------------------------------------- | ----------------- | ------ |
| Pertsukh 6' Vorogovskiy 10' Zaynutdinov 51' | (2–0) Jegyzőkönyv |        |

| Asztana Aréna, Nur-Szultan Játékvezető: Srđan Jovanović (szerb) |

| 2019. március 21. 20:45 |

| Belgium                                    | 3–1               | Oroszország              |
| ------------------------------------------ | ----------------- | ------------------------ |
| Tielemans 14' E. Hazard 45' (11-esből) 88' | (2–1) Jegyzőkönyv | Cserisev 16' Golovin 90′ |

| Baldvin király Stadion, Brüsszel Játékvezető: Ovidiu Hațegan (román) |

| 2019. március 21. 20:45 (21:45 UTC+2) |

| Ciprus                                                                    | 5–0               | San Marino |
| ------------------------------------------------------------------------- | ----------------- | ---------- |
| Sotiriou 19' (11-esből) 23' (11-esből) Kousoulos 26' Efrem 31' Laifis 56' | (4–0) Jegyzőkönyv |            |

| GSZP Stadion, Nicosia Játékvezető: Juri Frischer (észt) |

| 2019. március 24. 15:00 (20:00 UTC+6) |

| Kazahsztán | 0–4               | Oroszország                                          |
| ---------- | ----------------- | ---------------------------------------------------- |
|            | (0–2) Jegyzőkönyv | Cserisev 19' 45+2' Dzjuba 52' Beysebakov 62' (öngól) |

| Asztana Aréna, Nur-Szultan Játékvezető: Slavko Vinčić (szlovén) |

| 2019. március 24. 18:00 |

| San Marino | 0–2               | Skócia                |
| ---------- | ----------------- | --------------------- |
|            | (0–1) Jegyzőkönyv | McLean 4' Russell 74' |

| Olimpiai Stadion, Serravalle Játékvezető: Manuel Schuettengruber (osztrák) |

| 2019. március 24. 20:45 (21:45 UTC+2) |

| Ciprus | 0–2               | Belgium                     |
| ------ | ----------------- | --------------------------- |
|        | (0–2) Jegyzőkönyv | E. Hazard 10' Batshuayi 18' |

| GSZP Stadion, Nicosia Játékvezető: François Letexier (francia) |

| 2019. június 8. 18:00 (19:00 UTC+3) |

| Oroszország                                                                                          | 9–0               | San Marino |
| --- | ----------------- | ---------- |
| Cevoli 25' (öngól) Dzjuba 31' (11-esből) 73' 76' 88' Kudrjasov 36' An. Mirancsuk 41' Szmolov 77' 83' | (4–0) Jegyzőkönyv |            |

| Mordovia Arena, Szaranszk Játékvezető: Mohammed Al-Hakim (svéd) |

| 2019. június 8. 20:45 |

| Belgium                             | 3–0               | Kazahsztán |
| ----------------------------------- | ----------------- | ---------- |
| Mertens 11' Castagne 14' Lukaku 50' | (2–0) Jegyzőkönyv |            |

| Baldvin király Stadion, Brüsszel Játékvezető: Irfan Peljto (bosznia-hercegovinai) |

| 2019. június 8. 20:45 (19:45 UTC+1) |

| Skócia                  | 2–1               | Ciprus        |
| ----------------------- | ----------------- | ------------- |
| Robertson 61' Burke 89' | (0–0) Jegyzőkönyv | Kousoulos 87' |

| Hampden Park, Glasgow Játékvezető: Ola Hobber Nilsen (norvég) |

| 2019. június 11. 16:00 (20:00 UTC+6) |

| Kazahsztán                                        | 4–0               | San Marino |
| ------------------------------------------------- | ----------------- | ---------- |
| Kuat 45+1' Fedin 62' Suyumbayev 65' Islamkhan 79' | (1–0) Jegyzőkönyv |            |

| Asztana Aréna, Nur-Szultan Játékvezető: Bartosz Frankowski (lengyel) |

| 2019. június 11. 20:45 |

| Belgium                          | 3–0               | Skócia |
| -------------------------------- | ----------------- | ------ |
| Lukaku 45+1' 57' De Bruyne 90+2' | (1–0) Jegyzőkönyv |        |

| Baldvin király Stadion, Brüsszel Játékvezető: Petr Ardeleánu (cseh) |

| 2019. június 11. 20:45 (21:45 UTC+3) |

| Oroszország | 1–0               | Ciprus |
| ----------- | ----------------- | ------ |
| Ionov 38'   | (1–0) Jegyzőkönyv |        |

| Nyizsnyij Novgorod Stadion, Nyizsnyij Novgorod Játékvezető: Marco Di Bello (olasz) |

| 2019. szeptember 6. 20:45 (21:45 UTC+3) |

| Ciprus       | 1–1               | Kazahsztán   |
| ------------ | ----------------- | ------------ |
| Sotiriou 39' | (1–1) Jegyzőkönyv | Shchotkin 2' |

| GSZP Stadion, Nicosia Játékvezető: Mattias Gestranius (finn) |

| 2019. szeptember 6. 20:45 |

| San Marino | 0–4               | Belgium                                               |
| ---------- | ----------------- | ----------------------------------------------------- |
|            | (0–1) Jegyzőkönyv | Batshuayi 43' (11-esből) 90+2' Mertens 57' Chadli 63' |

| Olimpiai Stadion, Serravalle Játékvezető: Horațiu Feșnic (román) |

| 2019. szeptember 6. 20:45 (19:45 UTC+1) |

| Skócia     | 1–2               | Oroszország                      |
| ---------- | ----------------- | -------------------------------- |
| McGinn 11' | (1–1) Jegyzőkönyv | Dzjuba 40' O'Donnell 59' (öngól) |

| Hampden Park, Glasgow Játékvezető: Anasztásziosz Szidirópulosz (görög) |

| 2019. szeptember 9. 20:45 (21:45 UTC+3) |

| Oroszország   | 1–0               | Kazahsztán |
| ------------- | ----------------- | ---------- |
| Fernandes 89' | (0–0) Jegyzőkönyv |            |

| Kaliningrad Stadium, Kaliningrad Játékvezető: Nikola Dabanović (montenegrói) |

| 2019. szeptember 9. 20:45 |

| San Marino | 0–4               | Ciprus                                      |
| ---------- | ----------------- | ------------------------------------------- |
|            | (0–2) Jegyzőkönyv | Kousoulos 2' 73' Papoulis 39' Artymatas 75' |

| Olimpiai Stadion, Serravalle Játékvezető: Iwan Arwel Griffith (walesi) |

| 2019. szeptember 9. 20:45 (19:45 UTC+1) |

| Skócia | 0–4               | Belgium                                                |
| ------ | ----------------- | ------------------------------------------------------ |
|        | (0–3) Jegyzőkönyv | Lukaku 9' Vermaelen 24' Alderweireld 32' De Bruyne 82' |

| Hampden Park, Glasgow Játékvezető: Paweł Gil (lengyel) |

| 2019. október 10. 16:00 (20:00 UTC+6) |

| Kazahsztán   | 1–2               | Ciprus                      |
| ------------ | ----------------- | --------------------------- |
| Yerlanov 34' | (1–0) Jegyzőkönyv | Sotiriou 73' N. Ioannou 84' |

| Asztana Aréna, Nur-Szultan Játékvezető: Craig Pawson (angol) |

| 2019. október 10. 20:45 |

| Belgium | 9–0               | San Marino |
| --- | ----------------- | ---------- |
| Lukaku 28' 41' Chadli 31' Brolli 35' (öngól) Alderweireld 43' Tielemans 45+1' Benteke 79' Verschaeren 84' (11-esből) Castagne 90' | (6–0) Jegyzőkönyv |            |

| Baldvin király Stadion, Brüsszel Játékvezető: Anastasios Papapetrou (görög) |

| 2019. október 10. 20:45 (21:45 UTC+3) |

| Oroszország                            | 4–0               | Skócia |
| -------------------------------------- | ----------------- | ------ |
| Dzjuba 57' 70' Ozdoyev 60' Golovin 84' | (0–0) Jegyzőkönyv |        |

| Luzsnyiki Stadion, Moszkva Játékvezető: Jakob Kehlet (dán) |

| 2019. október 13. 15:00 (19:00 UTC+6) |

| Kazahsztán | 0–2               | Belgium                   |
| ---------- | ----------------- | ------------------------- |
|            | (0–1) Jegyzőkönyv | Batshuayi 21' Meunier 53' |

| Asztana Aréna, Nur-Szultan Játékvezető: Gediminas Mažeika (litván) |

| 2019. október 13. 18:00 (19:00 UTC+3) |

| Ciprus | 0–5               | Oroszország                                          |
| ------ | ----------------- | ---------------------------------------------------- |
|        | (0–2) Jegyzőkönyv | Cserisev 9' 90+2' Ozdoyev 23' Dzjuba 79' Golovin 89' |

| GSZP Stadion, Nicosia Játékvezető: Srđan Jovanović (szerb) |

| 2019. október 13. 18:00 (17:00 UTC+1) |

| Skócia                                                       | 6–0               | San Marino |
| ------------------------------------------------------------ | ----------------- | ---------- |
| McGinn 12' 27' 45+1' Shankland 65' Findlay 67' Armstrong 87' | (3–0) Jegyzőkönyv |            |

| Hampden Park, Glasgow Játékvezető: Jérôme Brisard (francia) |

| 2019. november 16. 15:00 (16:00 UTC+2) |

| Ciprus    | 1–2               | Skócia                  |
| --------- | ----------------- | ----------------------- |
| Efrem 47' | (0–1) Jegyzőkönyv | Christie 12' McGinn 53' |

| GSZP Stadion, Nicosia Játékvezető: Harald Lechner (osztrák) |

| 2019. november 16. 18:00 (20:00 UTC+3) |

| Oroszország  | 1–4               | Belgium                                    |
| ------------ | ----------------- | ------------------------------------------ |
| Dzsikija 79' | (0–3) Jegyzőkönyv | T. Hazard 19' E. Hazard 33' 40' Lukaku 72' |

| Kresztovszkij Stadion, Szentpétervár Játékvezető: Artur Soares Dias (portugál) |

| 2019. november 16. 18:00 |

| San Marino  | 1–3               | Kazahsztán                                  |
| ----------- | ----------------- | ------------------------------------------- |
| Berardi 77' | (0–3) Jegyzőkönyv | Zaynutdinov 6' Suyumbayev 22' Shchotkin 26' |

| San Marino Stadion, Serravalle Játékvezető: Ali Palabıyık (török) |

| 2019. november 19. 20:45 |

| Belgium                                                                 | 6–1               | Ciprus         |
| ----------------------------------------------------------------------- | ----------------- | -------------- |
| Benteke 16' 68' De Bruyne 36' 41' Carrasco 44' Christoforou 51' (öngól) | (4–1) Jegyzőkönyv | N. Ioannou 14' |

| Baldvin király Stadion, Brüsszel Játékvezető: Jørgen Burchardt (dán) |

| 2019. november 19. 20:45 |

| San Marino | 0–5               | Oroszország                                                        |
| ---------- | ----------------- | ------------------------------------------------------------------ |
|            | (0–2) Jegyzőkönyv | Kuzjajev 3' Petrov 19' Al. Mirancsuk 49' Ionov 56' Komlichenko 78' |

| San Marino Stadion, Serravalle Játékvezető: Thorvaldur Árnason (izlandi) |

| 2019. november 19. 20:45 (19:45 UTC±0) |

| Skócia                        | 3–1               | Kazahsztán      |
| ----------------------------- | ----------------- | --------------- |
| McGinn 48' 90+1' Naismith 64' | (0–1) Jegyzőkönyv | Zaynutdinov 34' |

| Hampden Park, Glasgow Játékvezető: Bas Nijhuis (holland) |